# 津田町 (広島県)
津田町（つたちょう）は、広島県佐伯郡にあった町。現在の廿日市市の一部にあたる。

## 地理
- 河川：木野川（小瀬川）[1]

## 歴史
- 1889年（明治22年）4月1日、町村制の施行により、佐伯郡津田村が単独で村制施行し、津田村が発足[1][2]。
- 1890年（明治23年）小川保太、養蚕伝習所を設立[1]。
- 1922年（大正11年）電灯点灯[1]。
- 1929年（昭和4年）1月1日、町制施行し津田町となる[1][2]。
- 1955年（昭和30年）4月1日、佐伯郡浅原村、玖島村、友和村、四和村と合併し、佐伯町を新設して廃止された[1][2]。

### 地名の由来
仁和2年（886年）頃、津田某により開発された土地のため。

## 産業
- 農業、養蚕、畜産、薪、製炭、和紙[1]。

## 教育
- 1946年（昭和21年）県立津田農学校（現広島県立佐伯高等学校）開校[1]

## 名所・旧跡・観光地
- 津田の大カヤ（真幡神社、広島県指定天然記念物・1939年指定）[1]